# Garravet
Garravet – miejscowość i gmina we Francji, w regionie Oksytania, w departamencie Gers.
Według danych na rok 1990 gminę zamieszkiwało 138 osób, a gęstość zaludnienia wynosiła 15 osób/km² (wśród 3020 gmin regionu Midi-Pyrénées Garravet plasuje się na 925. miejscu pod względem liczby ludności, natomiast pod względem powierzchni na miejscu 1152.).